# Chris Sarandon
Pour les articles homonymes, voir Sarandon.
Chris Sarandon est un acteur américain né le 24 juillet 1942 à Beckley, Virginie-Occidentale (États-Unis).

## Biographie
Sarandon est né et a été élevé à Beckley, Virginie-Occidentale et est le fils de Chris Sarandon et Cliffie (née Cardullias), restaurateurs. Son père, dont le surnom vient du patronyme "Sarondonethes", est né à Istanbul, Turquie, d'ancêtres grecs; sa mère aussi est de descendance grecque.
Sarandon est diplômé de Woodrow Wilson High School à Beckley. Il a obtenu une licence en langage à l'université de Virginie-Occidentale. Il a obtenu son diplôme de master en théâtre de la  Catholic University of America (CUA) à Washington, D.C..

### Vie privée
Chris Sarandon épouse l'actrice Susan Sarandon (née Susan Tomalin) en 1967. Ils divorcent en 1979. Dans les années 1980, il épouse le mannequin Lisa Ann Cooper. Ils ont trois enfants, puis divorcent en 1989. Depuis 1994 il est marié à l’actrice Joanna Gleason.

## Honneurs et récompenses
En 1976, il reçoit une nomination à l'Oscar du meilleur acteur dans un second rôle pour le film Un après-midi de chien.

## Filmographie

### Acteur
- 1952 : Haine et Passion (série télévisée) : Tom Halverson (1969-1973)
- 1974 : Thursday's Game (TV) : Counselor
- 1975 : Un après-midi de chien (Dog Day Afternoon) de Sidney Lumet : Leon Shermer
- 1976 : Viol et Châtiment (Lipstick) de Lamont Johnson : Gordon Stuart
- 1977 : La Sentinelle des maudits (The Sentinel) de Michael Winner : Michael Lerman
- 1979 : You Can't Go Home Again (TV) : George Webber
- 1979 : Cuba de Richard Lester : Juan Pulido
- 1980 : The Day Christ Died (en) (TV) : Jesus Christ
- 1980 : A Tale of Two Cities (TV) : Sydney Carton / Charles Darnay
- 1981 : Broken Promise (TV) : Bud Griggs
- 1983 : The Osterman Weekend de Sam Peckinpah : Joseph Cardone
- 1984 : Protocol de Herbert Ross : Michael Ransome
- 1985 : Vampire, vous avez dit vampire ? (Fright Night) de Tom Holland : Jerry Dandrige
- 1985 : This Child Is Mine (TV) : Craig Wilkerson
- 1986 : Liberty (TV) : Jacque Marchant
- 1987 : Frankenstein (TV) : Frankenstein
- 1987 : Princess Bride (The Princess Bride) de Rob Reiner : Prince Humperdinck
- 1987 : Mayflower Madam (TV) : Matt Whittington
- 1988 : Jeu d'enfant (Child's Play) de Tom Holland : Mike Norris
- 1988 : Goodbye, Miss 4th of July (TV) : George Janus
- 1989 : Whispers de Douglas Jackson : Tony
- 1989 : Esclaves de New York (Slaves of New York) de James Ivory : Victor Okrent
- 1989 : Collision Course (en) de Lewis Teague : Philip Madras
- 1989 : Tailspin: Behind the Korean Airliner Tragedy (TV) : John Lenczowski
- 1989 : Forced March de Rick King : Ben Kline / Miklos Radnoti
- 1990 : Shangri-La Plaza, de Nick Castle : Victorio
- 1990 : Mark Woodward, ange ou démon? (The Stranger Within) (TV) : Dan
- 1992 : Lincoln and the War Within (TV) : Abraham Lincoln
- 1992 : The Resurrected de Dan O'Bannon : Charles Dexter Ward / Joseph Curwen
- 1992 : A Murderous Affair: The Carolyn Warmus Story (TV) : Paul Solomon
- 1993 : Dark Tide de Luca Berovici : Tim
- 1993 : L'Étrange Noël de monsieur Jack (The Nightmare Before Christmas) : Jack Skellington (voix)
- 1994 : Temptress de Lawrence Lanoff : Matt Christianson
- 1994 : Dans l'œil de l'espion : Jackson Roddam
- 1994 : David's Mother (TV) : Philip
- 1994 :Star Strek: Deep Space Nine : Martus Mazur (saison 2, épisode 11 "Les rivaux")

- 1995 : Juste Cause (Just Cause) de Arne Glimcher : Lyle Morgan
- 1995 : When the Dark Man Calls (TV) : Lloyd Carson
- 1996 : The Vampyre Wars de Hugh Parks
- 1996 : Danielle Steel: Un si grand amour (No Greater Love) (TV) : Sam Horowitz
- 1996 : Edie & Pen de Matthew Irmas : Max
- 1996 : Bordello of Blood : Rev. 'J.C.' Current
- 1997 : The Underworld (TV) : Johnny
- 1998 : Little Men de Rodney Gibbons : Fritz Bhaer
- 1997 : Américain impekable (American Perfekt) de Paul Chart : Deputy Sammy
- 1997 : Road Ends de Rick King : Esteban Maceda
- 1998 : Terminal Justice de Rick King : Reginald Matthews
- 1998 : The Practice : Bobby Donnell et Associés : (série télévisée) Saison 2 épisodes 12 et 13 Dr Jeffrey Winslow
- 1999 : Let the Devil Wear Black : Jack's father
- 2000 : L'Homme traqué (Race Against Time) (TV) : Dr. Anton Stofeles
- 2000 : Reaper : Luke Sinclair
- 2001 : Urgences (TV) , Saison 7 : Dr Burke, neurochirurgien de Mark Greene
- 2001 : Perfume : Gary Packer
- 2002 : The Griffin and the Minor Canon (TV) : Minor Canon (voix)
- 2002 : The Court (série télévisée) : Justice Voorhees
- 2003 : Cold Case (TV), épisode L'indic : Adam Clarke
- 2003 : Charmed (saison 5 épisode 21) : Le nécromancien
- 2004 : Les Fantômes de l'amour (TV) : Paul Hamlin
- 2005 : Loggerheads de Tim Kirkman : Reverend Robert
- 2006 : New York, unité spéciale (saison 8, épisode 9) : Wesley Masoner
- 2011 : Fright Night, de Craig Gillespie : Jay Dee
- 2012 : Safe, de Boaz Yakin : Mayor Tremello
- 2012 : The Good Wife Saison 3 épisode 19

### Producteur
- 1997 : Road Ends